# 我妻洋
我妻 洋（わがつま ひろし、1927年6月17日 - 1985年7月25日）は、日本の社会心理学者・文化人類学者。甲南大学助教授・カリフォルニア大学ロサンゼルス校教授・筑波大学教授・東京工業大学教授などを歴任。

## 経歴
出生から修学期
1927年6月17日、法学者・我妻栄の長男として東京都に生まれた。東京高等師範学校附属小学校、同中学校を経て、旧制武蔵高等学校に進学。東京大学文学部独文科に入学したが、心理学科に転じて卒業。その後ハーバード大学に留学し、1957年ミシガン大学大学修士課程を修了した。
心理学者として
1958年、甲南大学助教授に就いた。1961年より東京家庭裁判所調停委員。1968年に学位論文『自己像の現象学的深層心理学的研究』を日本大学に提出して文学博士の学位を取得。1982年、筑波大学教授に転じた。1984年より東京工業大学教授。1985年7月25日、食道がんのため、虎ノ門病院で死去。58歳没。
在外研究所属
- 1962年：カリフォルニア大学バークレー校研究員。
- 1967年：ピッツバーグ大学教授。
- 1974年：カリフォルニア大学ロサンゼルス校教授。

## 家族・親族
- 父：我妻栄は法学者。
- 妻：令子は市村今朝蔵の娘。
- 弟：我妻堯は産婦人科医。

## 著作
著書
- 『愛の認識について 結婚の幸福』光文社(カッパブックス) 1959
- 『自我の社会心理』誠信書房 1964
- 『これからの育児としつけを考える』婦人生活社 1971
- 『性の実験 変動するアメリカ文化』文芸春秋 1980
  - 文庫化
- 『社会心理学諸説案内』一粒社 1981
  - 改題『社会心理学入門』講談社学術文庫 1987
- 『家族の崩壊』文芸春秋、1985
- 『日本人とアメリカ人ここが大違い 貿易摩擦の底にひそむ誤解と偏見』ネスコ 1985

共著編
- 『国民の心理 日本人と欧米人』祖父江孝男共著 講談社(ミリオン・ブックス) 1959
- 『偏見の構造 日本人の人種観』米山俊直共著 日本放送出版協会 NHKブックス、 1967
- 『非行少年の事例研究 臨床診断の理論と実際』編 誠信書房、1973
- 『しつけ』原ひろ子共著、弘文堂 ふぉるく叢書、1974
- 『カリフォルニア・リポート その無限の可能性をさぐる』猿谷要共編 有斐閣選書、1985

訳書
- 『神の子ら 忘れられた差別社会』H.R.アイザックス（英語版）著、佐々木譲共訳、新潮選書 1970

論文
- 「文化とパーソナリティ」石田英一郎ほか編『現代文化人類学 5. 人間の行動』中山書店 1960年
- 「フロイト理論における諸概念の検討  『甲南大学文学会論集』12,14号 1960年
- 「偏見と差別の社会心理学」『現代人の病理 2. 人間関係の病理』 誠信書房 1972年
- "Some aspects of changing family in contemporary Japan-once Confucian, now fatherless ?", Journal of American Academy of Arts and Sciences, Vol. 106, No.2, 1978
- "Problems of self-identity among Korean youth in Japan", In Changsoo Lee& G. A. Deves (ed.) Koreans in Japan, UC press 1981
- 「集団主義の心理的要因」濱口恵俊ほか編 『日本的集団主義』有斐閣 1982年
- 「遺稿・癌は禁句か？」『文芸春秋』1985年10月号